# Denver Union Station
Denver Union Station es la principal estación ferroviaria y centro de transporte de Denver, la capital del estado de Colorado (Estados Unidos). Está ubicado en las calles 17 y Wynkoop en el actual distrito LoDo e incluye la histórica casa de la estación, un moderno cobertizo de trenes al aire libre, una estación de autobuses subterráneos de 22 puertas y una estación de tren ligero. Una estación se abrió por primera vez en el sitio el 1 de junio de 1881, pero se quemó en 1894. La estructura actual se erigió en dos etapas, con una parte central ampliada completada en 1914.
En 2012, la estación se sometió a una renovación importante que la transformó en la pieza central de un nuevo desarrollo de uso mixto orientado al transporte público construido en las antiguas estaciones de ferrocarril del sitio. La histórica comisaría reabrió en el verano de 2014 y alberga el hotel Crawford de 112 habitaciones, restaurantes y tiendas.

## Historia

### sigloXIX: Estructuras originales

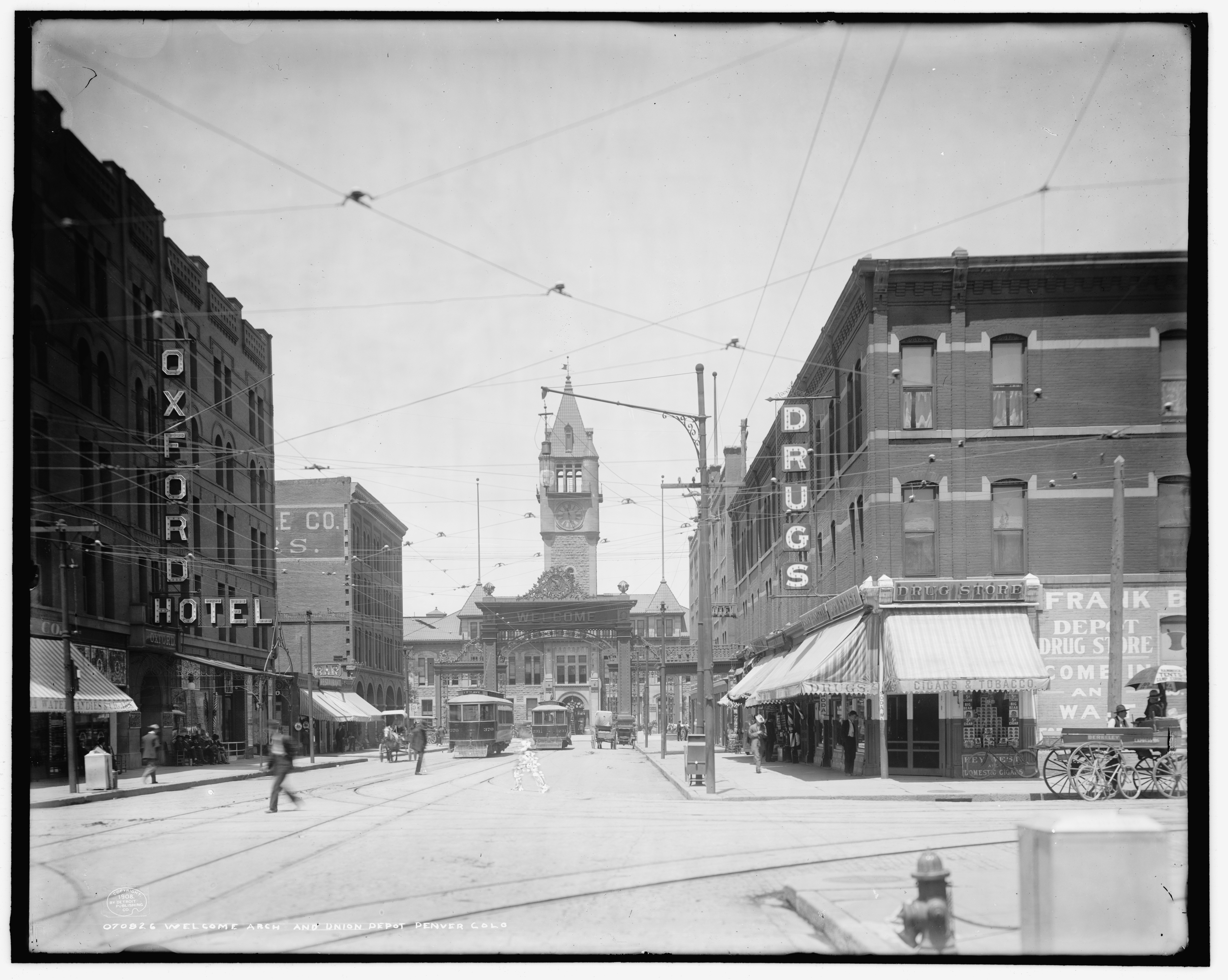
Vista de la calle 17 hacia el segundo edificio de Union Station y el arco Mizpah, hacia 1908.

La primera estación de tren de Denver se construyó en 1868 para dar servicio al nuevo ferrocarril Denver Pacific, que conectaba Denver con la línea transcontinental principal en Cheyenne, Wyoming, Para 1875, había cuatro estaciones de ferrocarril diferentes, lo que hacía que los traslados de pasajeros entre diferentes líneas de ferrocarril fueran inconvenientes. Para remediar este problema, Union Pacific Railroad propuso crear una "Estación Union" central para combinar las diversas operaciones. En febrero de 1880, los propietarios de las cuatro líneas (Ferrocarril del Oeste de Denver y Río Grande, el Ferrocarril de Denver, South Park y Pacific y el Ferrocarril de Colorado Central) acordaron construir una estación en las calles 17 y Wynkoop. El arquitecto A. Taylor de Kansas City fue contratado para desarrollar los planos y la estación abrió en mayo de 1881.
Un incendio que comenzó en el baño de mujeres en 1894 destruyó la parte central del depósito de 1881. El estudio de arquitectura de Kansas City de Van Brunt & Howe fue contratado para diseñar un depósito de reemplazo más grande en el estilo del neorrománico, Tanto los depósitos de 1881 como los de 1894 incluían una alta torre de reloj central con cuatro esferas de reloj.

### Principios delsigloXX
El 4 de julio de 1906, se dedicó un gran arco frente a la estación para proporcionar un umbral simbólico para los viajeros que entraban y salían de la ciudad. Construido a un costo de 22 500 dólares con 70 toneladas de acero y más de 2000 bombillas, el arco originalmente presentaba la palabra "Bienvenido" en ambos lados. En la fachada de la calle 17, esta se cambió por "Mizpah", una palabra hebrea que expresa un vínculo emocional entre personas separadas, y se usó como despedida para las personas que se van de Denver.
En 1912, la asociación original de Union Depot se disolvió y reemplazó por Denver Terminal Railway Company, que representaba a los principales operadores de la estación en ese momento (Atchison, Topeka y Santa Fe, Chicago, Burlington y Quincy, Chicago, Rock Island y Pacific, los ferrocarriles Colorado & Southern, Union Pacific y Denver & Rio Grande Western). La nueva asociación decidió demoler y reconstruir la parte central de la estación para manejar el creciente tráfico de pasajeros. La nueva parte central, diseñada por los arquitectos de Denver Gove & Walsh, se construyó en estilo Beaux-Arts y se inauguró en 1914.
En las décadas de 1920 y 1930, más de 80 trenes daban servicio a la estación todos los días con dignatarios notables como María de Sajonia-Coburgo-Gotha, los presidentes Theodore Roosevelt, William Howard Taft y Franklin Delano Roosevelt que llegaban a Denver a través de la estación. Como resultado del creciente servicio de pasajeros, el arco de Mizpah frente a la estación se consideró un peligro para el tráfico y fue derribado en 1931.

### Finales delsigloXX: decadencia

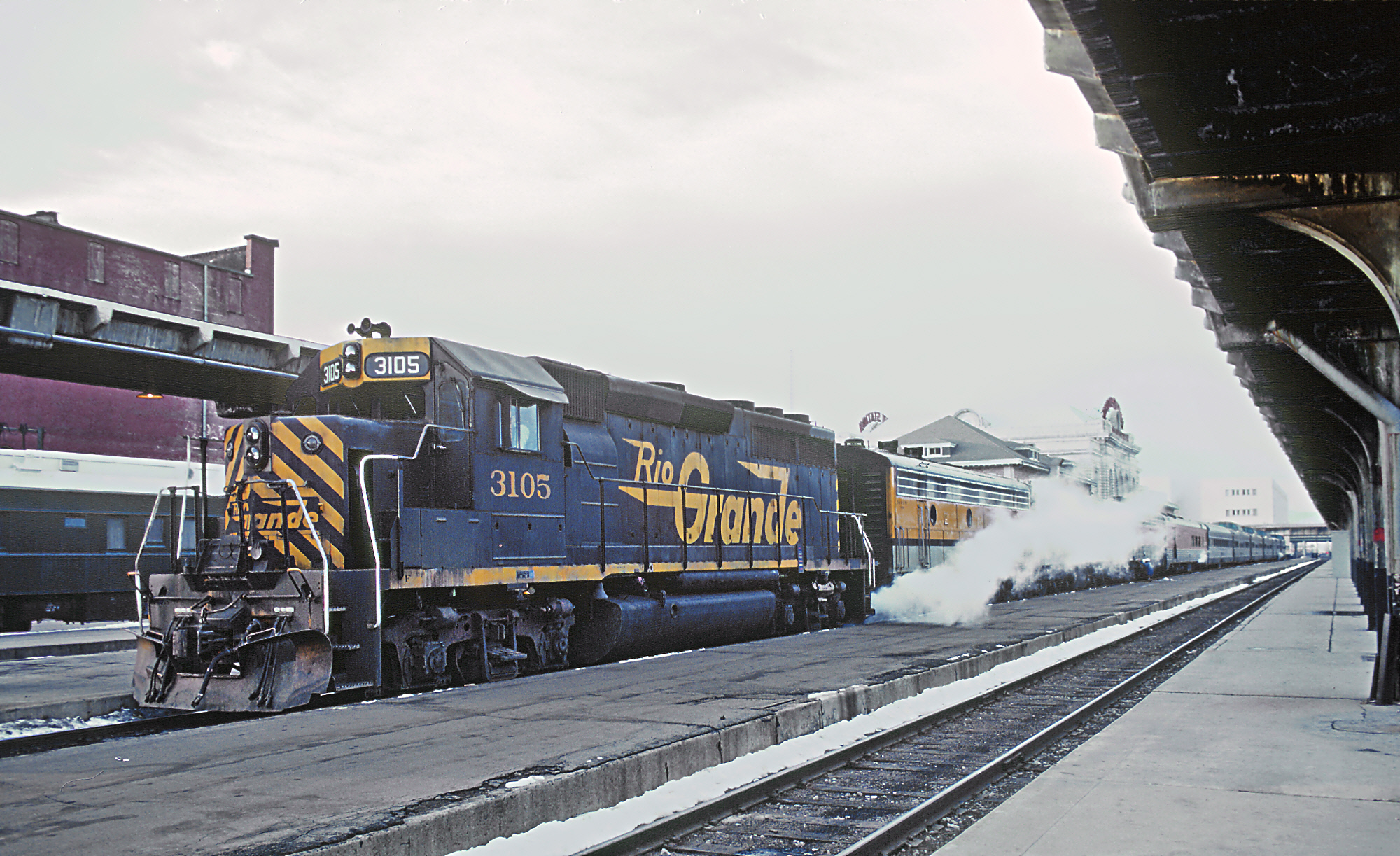
El Rio Grande Zephyr en Union Station, 1980

Aunque la Segunda Guerra Mundial vio un aumento en el tráfico ferroviario, la segunda mitad del siglo XX vio una fuerte disminución en el servicio de Union Station y otras innumerables estaciones de tren en los Estados Unidos a medida que comenzó a crecer la competencia de automóviles y aerolíneas.
Por primera vez en 1958, el tráfico de pasajeros en el Aeropuerto Internacional de Stapleton superó al de Union Station. Fue durante este período que se colocaron los letreros naranjas "Union Station: Viaje en tren" a ambos lados del edificio para anunciar los viajes en tren interurbanos.
Amtrak finalmente se convirtió en el único proveedor de servicio ferroviario a través de la estación, operando solo dos trenes diarios entre Chicago y el Área de la Bahía con el California Zephyr, Desde la década de 1980 hasta principios de la década de 2000, RTD, la ciudad y el condado de Denver, el propietario original del sitio, Denver Union Terminal Railway Corporation, y varias otras entidades realizaron mejoras periódicas, como acomodar un carril de autobús RTD para acceder a la estación Market Street desde la I-25 y una conexión de tren ligero a la Línea C.
La estación también sirvió a trenes especiales como el Ski Train del Ferrocarril del Oeste de Denver y Río Grande, que operó hasta el final del invierno de 2008–2009; en septiembre de 2009, se anunciaron planes para reactivar el servicio como una ruta limitada especial a partir de diciembre, pero esto fracasó debido a problemas con el seguro.
Hasta la gran renovación, la estación daba servicio al tren anual Cheyenne Frontier Days Train, que circula entre Denver y Cheyenne para el evento Frontier Days Rodeo. El popular tren de excursión se trasladó más tarde a un sitio cerca del Coliseo de Denver, donde continuó operando hasta que se suspendió en 2019.

### sigloXXI: Renovaciones

#### Reurbanización

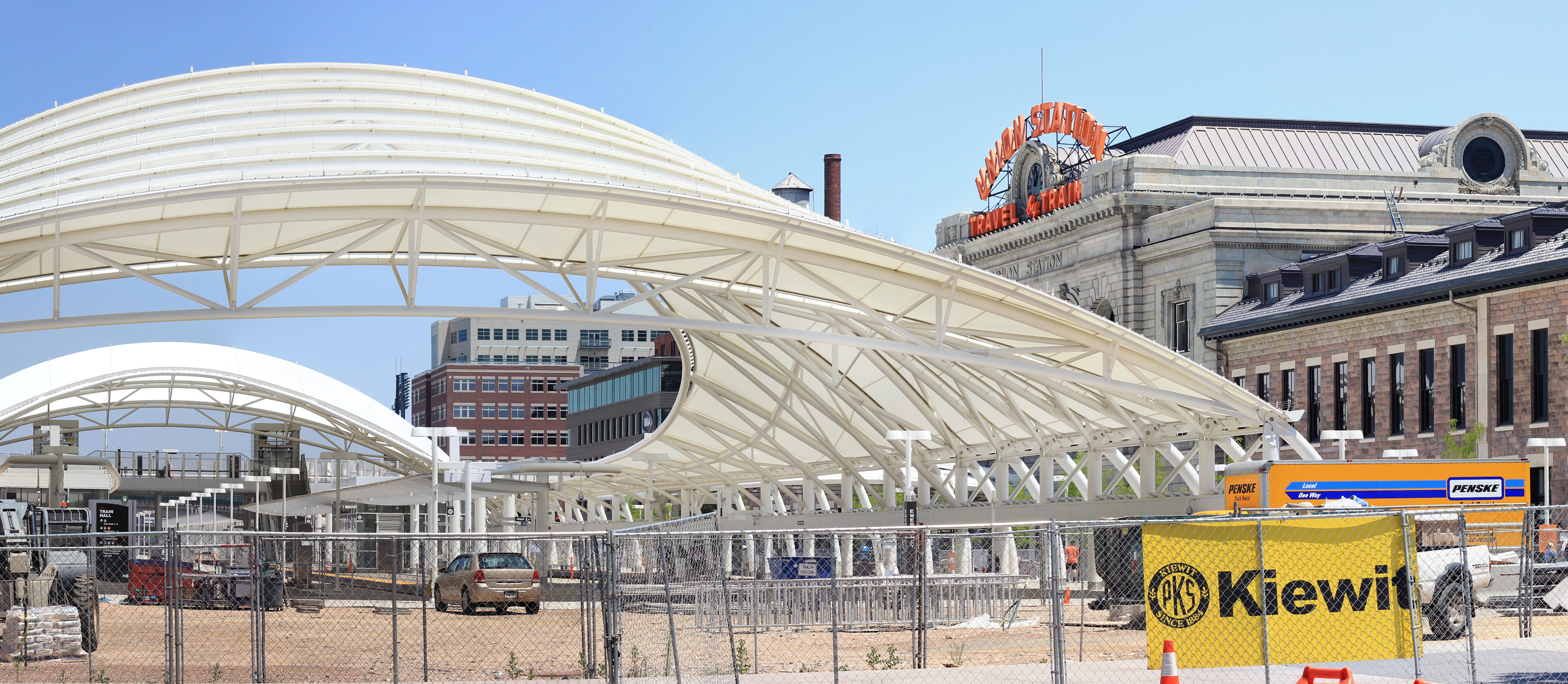
La sala de trenes al aire libre y el edificio histórico de la terminal, 2014

En 2001, RTD compró Union Station y el sitio circundante de sus antiguos patios ferroviarios de Denver Union Terminal Railway Corporation en virtud de un acuerdo financiado conjuntamente entre RTD, la ciudad y el condado de Denver, el Departamento de Transporte de Colorado y el Consejo Regional de Gobiernos de Denver, conocidas como las Partner Agencies (lit. Agencias Asociadas). En 2002 se desarrolló un plan maestro que preveía que tanto el edificio como el sitio circundante de 79 000 m2 se remodelarían como el centro de una red de transporte multimodal con un desarrollo privado orientado al tránsito, El plan fue aprobado en 2004 por las agencias asociadas y fue respaldado por los votantes en noviembre de ese año como parte del programa FasTracks,
Tras un concurso en 2006, las agencias asociadas seleccionaron a la empresa privada Union Station Neighborhood Company como el desarrollador maestro de todo el sitio. Su plan requería que los elementos de tránsito conectados a Union Station en el plan maestro se construyeran en una sola fase a un costo estimado de 500 millones de dólares. En 2008, Hargreaves Associates y Skidmore, Owings & Merrill fueron seleccionados para diseñar los espacios públicos, incluidos el paisaje, la sala de trenes, la terminal de autobuses y la estación del tren ligero. El proyecto recibió una subvención de 300 millones de dólares del Departamento de Transporte de los Estados Unidos el 30 de julio de 2010 para ayudar a financiar la construcción de tres vías de tren ligero y ocho vías de tren pesado para Amtrak y los servicios de trenes suburbanos, así como almacenamiento y servicios adicionales.
Cuando comenzó la construcción en el sitio en 2010, la estación de pasajeros y la plataforma de embarque de Amtrak se trasladaron el 1 de febrero de 2011 a un sitio temporal en las calles 21st y Wewatta, detrás de Coors Field, La nueva estación de tren ligero fue el primer componente del proyecto que se inauguró el 15 de agosto de 2011, dos cuadras al oeste de las antiguas estaciones de tren ligero y junto a las vías del tren de la línea principal consolidada cerca del puente Denver Millennium. La parada más al oeste del transbordador de 16th Street MallRide también se movió al oeste junto a la nueva parada del tren ligero.

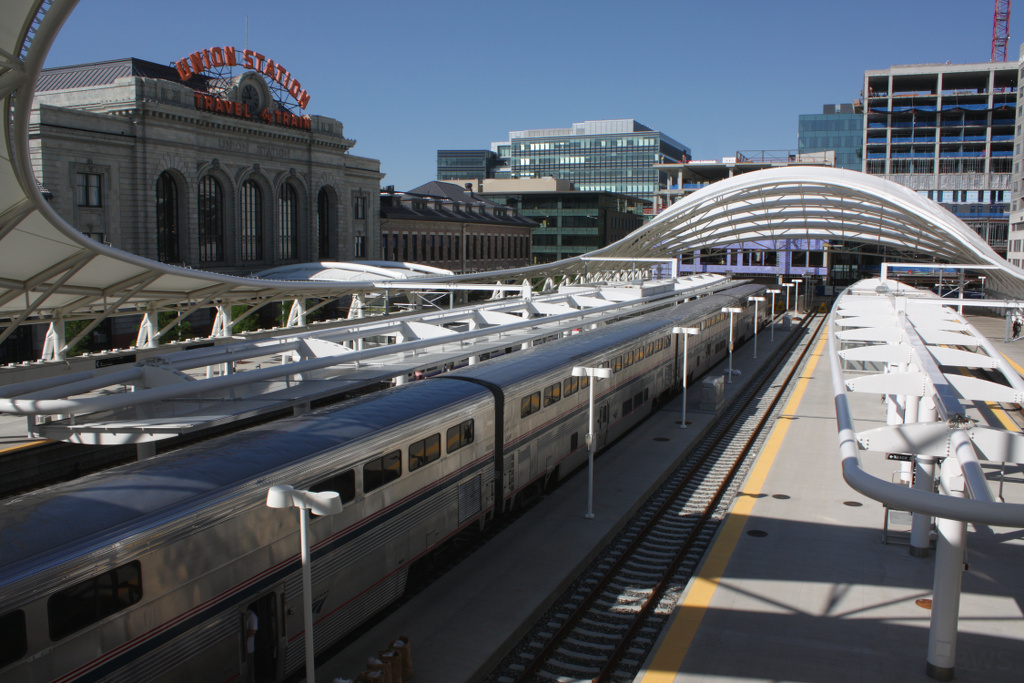
Amtrak California Zephyr en la nueva sala de trenes, 2016

Los trenes de Amtrak comenzaron a prestar servicio en la nueva sala de trenes al aire libre el 28 de febrero de 2014, mientras que la nueva terminal de autobuses subterráneos de 22 puertas se inauguró el 11 de mayo de 2014. La nueva explanada de autobuses reemplazó a Market Street Station en las calles 16 y Market, que cerró permanentemente después de treinta años de uso como centro de autobuses RTD. Bustang prestó servicios en Union Station Bus Concourse desde su lanzamiento en 2015. En 2020, Greyhound Lines trasladó su estación de Denver de una terminal en 19th Street a Union Station Bus Concourse. Otras líneas de autobuses interurbanos en Bus Concourse son Burlington Trailways y Express Arrow.
El servicio de trenes de cercanías en la nueva sala de trenes comenzó en abril de 2016 con la apertura de la Línea A, que ofrece una conexión tan esperada con el Aeropuerto Internacional de Denver, con una frecuencia de 15 minutos durante las horas pico y un tiempo de viaje de aproximadamente 37 minutos. El servicio entre Denver y Westminster comenzó en julio de 2016 en el primer segmento de la Línea B, que pasa cada 30 minutos durante las horas pico. El tiempo de viaje entre las dos estaciones es de aproximadamente 11 minutos. El servicio a Wheat Ridge en la Línea G comenzó en abril de 2019, con un tiempo de viaje de extremo a extremo de 27 minutos. El servicio a Thornton en la Línea N comenzó en septiembre de 2020, con un tiempo de ejecución de extremo a extremo de 29 minutos.

#### Restauración del edificio histórico de la estación

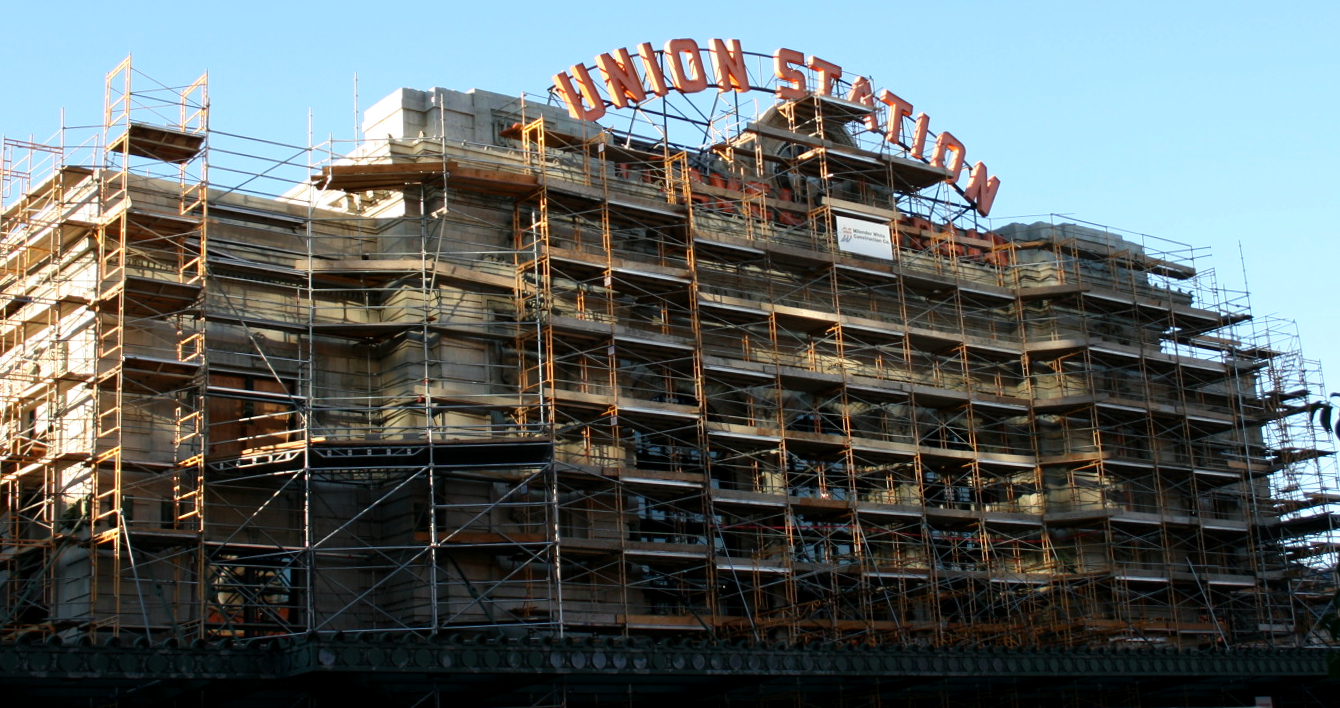
Edificio Union Station durante las renovaciones, septiembre de 2013

Simultáneamente con la construcción de su sitio circundante, la histórica casa de la estación también se sometió a una renovación completa. En 2011, una competencia entre Denver Union Station Neighborhood Company y Union Station Alliance (formada por las firmas locales Urban Neighborhoods Inc., Sage Hospitality, Larimer Associates, REGen, llc. y McWhinney) creó diferentes propuestas para el uso futuro de la estructura., Ambos planes requerían mantener un área de espera para el tránsito y espacios para Amtrak, la creación de espacios comerciales e integrar los espacios interiores con las plazas públicas frente a la estación. Sin embargo, el plan del vecindario de Denver Union Station también preveía un mercado público y un espacio de oficinas comerciales, mientras que Union Station Alliance pedía la integración de un hotel independiente con énfasis en la creación del Gran Salón como "Sala de estar de Denver".
Para 2012, RTD seleccionó la propuesta de Union Station Alliance para renovar la estructura como un hotel a un costo de 54 millones de dólares con locales comerciales, públicos y de tránsito y aprobó un contrato de arrendamiento de 99 años para su remodelación.
El edificio histórico principal cerró al público el 1 de diciembre de 2012 por construcción y reabrió el 26 de julio de 2014. La mayoría de los niveles superiores del edificio de la terminal ahora se han convertido en el Crawford Hotel de 112 habitaciones, con un Gran Salón (Great Hall) de 1115 m² en la planta baja que sirve como vestíbulo del hotel, espacio público y sala de espera de trenes y 2044 m² del nivel del suelo que sirven como 10 locales comerciales y un restaurante.

#### Futuro
Se ha incluido una parada en Union Station en la mayoría de las propuestas para Front Range Passenger Rail, un servicio ferroviario interurbano en desarrollo que conectaría Pueblo, Colorado Springs, Denver, Boulder, Fort Collins y Cheyenne, Las propuestas alternativas harían que el servicio pasara por alto Union Station y el centro de Denver, y en su lugar se detuviera en la estación del Aeropuerto de Denver.

## Arquitectura

### Diseño

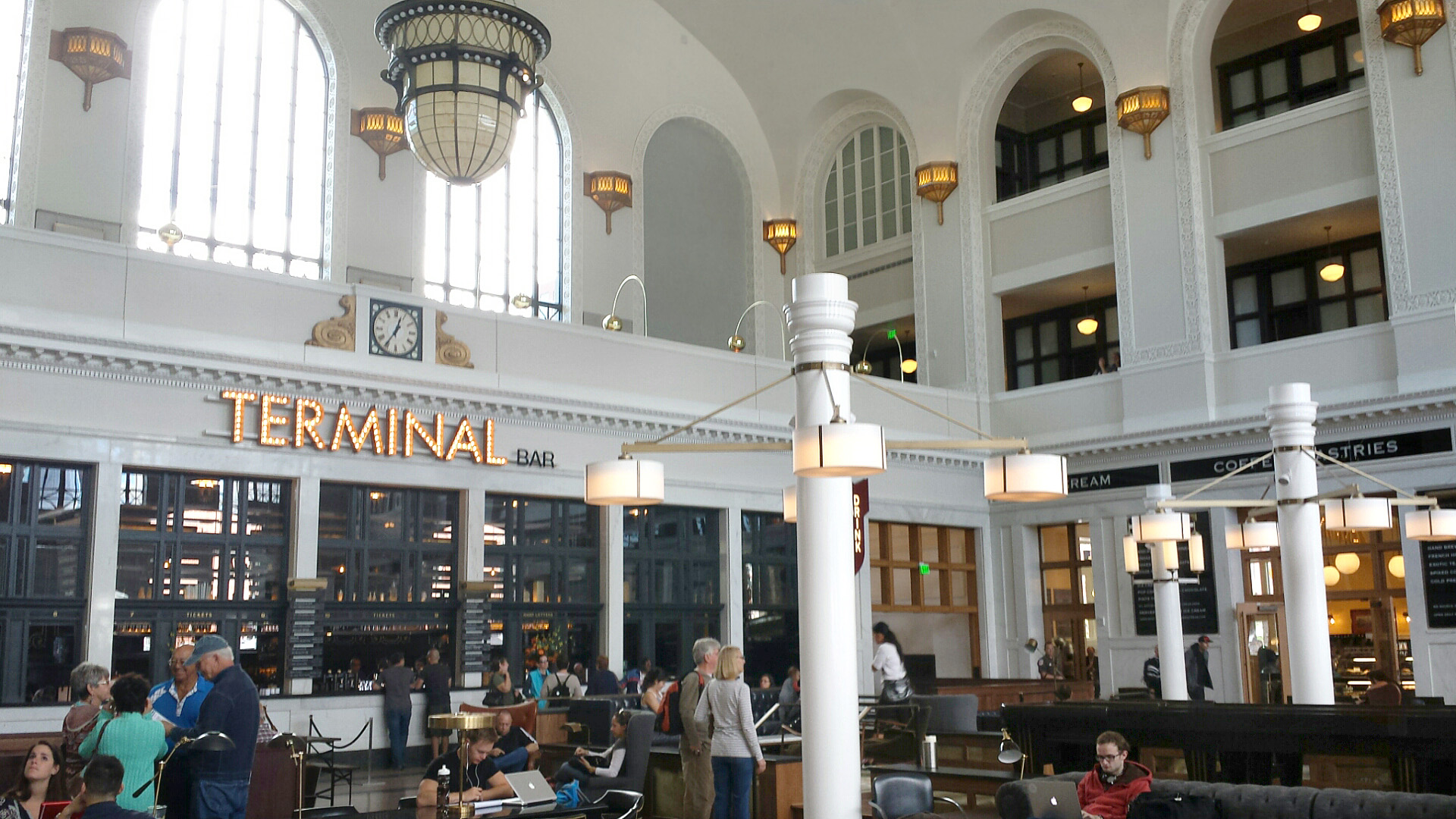
Vista interior del Gran Salón renovado

Como centro de transporte intermodal, Denver Union Station consta del histórico edificio de la terminal y, en los antiguos patios ferroviarios del sitio, una sala de trenes al aire libre, una terminal de autobuses subterráneos de 22 puertas y una estación de tren ligero. La sala de trenes se encuentra inmediatamente detrás del edificio histórico y alberga vías para Amtrak y las líneas de trenes de cercanías. Una entrada entre la sala de trenes y el edificio histórico conduce directamente a la terminal de autobuses subterráneos, que se extiende hacia el oeste por dos cuadras de la ciudad a lo largo de la calle 17 hasta que termina en una estación de tren ligero sobre el suelo. Los pabellones a nivel de la calle en la parada del tren ligero/Chestnut Place, Wewatta Street y en cada andén de la sala de trenes brindan circulación vertical adicional a la terminal de autobuses.
Cada uno de estos elementos de transporte está unido sobre el suelo por los principales espacios públicos y elementos del paisaje, como 17 Street Promenade/Gardens, Wynkoop Plaza y varias otras plazas públicas.
Históricamente, un pasaje subterráneo al que se accedía a través del edificio del ala norte conectaba la estación con las antiguas plataformas ferroviarias de arriba. Sin embargo, el pasaje y su entrada fueron demolidos con la construcción de la terminal de buses.

### Edificio histórico

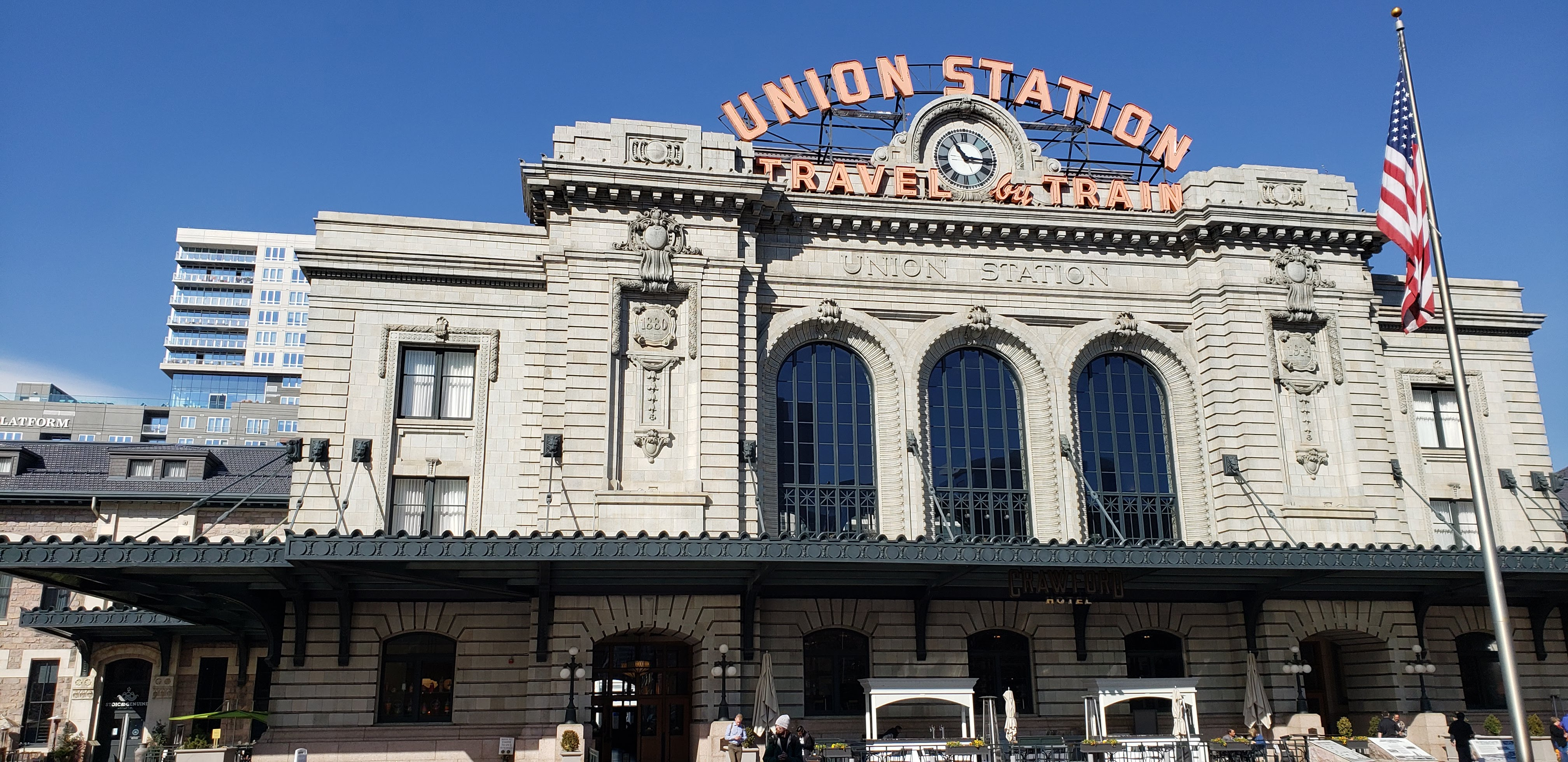
Union Station en 2018

El edificio actual de Union Station consta principalmente de dos edificios que flanquean una masa central de mayores proporciones. Estos se construyeron con la primera estructura de 1881 en un estilo neorrománico, con ventanas altas y estrechas, mampostería rústica y motivos de la flor del estado de Colorado, la aguileña. Tras el incendio devastador de 1894, las fachadas de los edificios del ala se incorporaron al depósito de 1894 y la renovación de 1914. Originalmente funcionaron como oficinas y otras instalaciones ferroviarias, en la actualidad albergan habitaciones para el Hotel Crawford y varios restaurantes.
Cuando se construyó, el Gran Salón también incluía tres grandes candelabros y diez largos bancos de madera que incorporaban calefacción e iluminación en su marco. Durante la renovación de 2012 se instalaron candelabros similares a los originales y se eliminaron los bancos debido al asbesto, También se cambió el esquema de color marrón y tostado del interior a un blanco más neutro. Los antiguos mostradores de boletos y oficinas se convirtieron en el Terminal Bar junto con varios espacios comerciales y de restaurantes que se crearon en la periferia y se abrieron al Gran Salón. Funciona hoy en día como parte del vestíbulo del hotel, parte de Amtrak, parte del área de espera, parte de los locales comerciales y parte del espacio público.